# Lumbricillus reynoldsoni
Lumbricillus reynoldsoni is een ringworm uit de familie van de Enchytraeidae. De wetenschappelijke naam van de soort is voor het eerst geldig gepubliceerd in 1948 door Backlund.